# Episodi de La que se avecina (terza stagione)
La terza stagione della serie televisiva La que se avecina è stata trasmessa in anteprima in Spagna da Telecinco tra il 10 giugno 2009 e il 31 dicembre 2009.
| nº | Titolo originale                                                          | Titolo italiano | Prima TV Spagna   | Prima TV Italia |
| -- | ------------------------------------------------------------------------- | --------------- | ----------------- | --------------- |
| 1  | Un delfín, dos huevones y un moroso muerto                                |                 | 10 giugno 2009    |                 |
| 2  | Un lupanar, un par de suegras y una profanación a lo loco                 |                 | 17 giugno 2009    |                 |
| 3  | Un pipiolo, un bombero y un suicida en el rellano                         |                 | 24 giugno 2009    |                 |
| 4  | Una avispilla, una dominatrix y un moco asesino                           |                 | 1º luglio 2009    |                 |
| 5  | Una esquela, una inseminación y una suegra enamorada                      |                 | 8 luglio 2009     |                 |
| 6  | Una diva, un faisán y un piso que cuesta un riñón                         |                 | 15 luglio 2009    |                 |
| 7  | Un gigoló, una caja fuerte y un hechizero del amor                        |                 | 22 luglio 2009    |                 |
| 8  | Un atraco, un kawalapiti y un vendedor de aspiradoras                     |                 | 29 luglio 2009    |                 |
| 9  | Un maharamindri, una suegra al volante y un jardinero metido en un jardín |                 | 5 agosto 2009     |                 |
| 10 | Un desterrado, una pecadora y una estafa genética                         |                 | 12 agosto 2009    |                 |
| 11 | Una cigüeña, un sartenazo y ocho ositos tóxicos                           |                 | 19 agosto 2009    |                 |
| 12 | Un carnet de tonto, un delincuente y un porno-chacho-cowboy               |                 | 26 agosto 2009    |                 |
| 13 | Un viaje, un payaso y un geriátrico en el ático                           |                 | 2 settembre 2009  |                 |
| 14 | Una fuga, dos chantajes y un edredón sorpresa                             |                 | 16 settembre 2009 |                 |
| 15 | Una cabra, cinco leones y un presidente con un pavo en la cabeza          |                 | 31 dicembre 2009  |                 |